# Angochi
Angochi es una localidad en la isla caribeña de Aruba, situado hacia el centro de la isla. Algunas ciudades y pueblos cercanos incluyen Catashi (1,0 nm), Mon Pos (1,0 nm), Shabiruri (1,0 nm), Rooi Prikichi (1,4 nm), Tamarijn (1,4 nm), Bushiribana (2,2 nm) y Fontein (3,1 nm). Al norte se encuentra la Playa y Bahía de Daimari.